# Vânturel mare
Vânturelul mare (Falco rupicoloides) este o specie de pasăre de pradă aparținând familiei Falconidae. Este unul dintre cei mai mari vânturei și se găsește în zonele deschise din sudul și estul Africii.